# María Isabel Punta
María Isabel Punta (Buenos Aires), conocida como Marisa Punta Rodulfo, es doctora en Psicología por la Universidad del Salvador (Argentina). También es catedrática de la Facultad de Psicología de la Universidad de Buenos Aires (UBA), donde es profesora regular titular de las cátedras de Clínica Psicológica de Niños y Adolescentes y de Psicopatología Infantojuvenil desde el año 1984. Es miembro fundador, asesora científica y directora asistencial de la Fundación Estudios Clínicos en Psicoanálisis (FECP) de Buenos Aires. Es asesora consulta de la carrera de Especialización en Prevención y Asistencia Psicológica en Infancia y Niñez en la Facultad de Psicología de la UBA. Hija de una familia de pedagogos, está casada desde 1978 con el Dr. Ricardo Rodulfo, con quien también comparte labor académica y de investigación.

## Estudios e influencias
Cursó sus estudios superiores en la UMSA (Argentina), donde se licenció en Psicopedagogía en marzo de 1966, y en Psicología en marzo de 1967.
Su práctica psicoanalítica ha estado marcada por su formación en las artes plásticas, con el maestro Demetrio Urruchúa; se doctoró en 1990 con la tesis «El dibujar y los dibujos infantiles: una escena de escritura; estudio psicoanalítico».
Profesora desde el año 1970 en la Universidad del Salvador, inicia una relación profesional con Ricardo Rodulfo, con quien contraerá matrimonio años más tarde. Juntos desarrollan una intensa labor en el campo del psicoanálisis de niños y adolescentes, ámbito en el que han desarrollado una extensa carrera de investigación.
Desde 1984 es profesora de grado y posgrado en la Facultad de Psicología de la UBA.

## Labor profesional
El dibujo del niño ha sido el eje de su carrera desde el año 1983. Sus trabajos se han centrado en cambiar la metodología del psicoanalista, introduciendo el diagnóstico por imágenes en problemáticas como la violencia infantil, el autismo, trastornos infantiles, la anorexia, el síndrome asistencial con o sin hiperactividad y la deficiencia mental. Es autora de dos libros, coautora de otros tres y de más de treinta capítulos en otros volúmenes, así como de múltiples publicaciones en revistas especializadas.
Ha compatibilizado su labor profesional con sus funciones como perita para las Abuelas de Plaza de Mayo, entre otros.

## Obra

### Como autora
- 2005: La clínica del niño y su interior: un estudio en detalle;[nota 3]
- 1992: El niño del dibujo.[nota 4]

### Como coautora
- 1997: La problemática del síntoma;[nota 5]
- 1995: Trastornos narcisistas no psicóticos, junto al Dr. Ricardo Rodulfo;[nota 6]
- 1987: Pagar de más, junto al Dr. Ricardo Rodulfo;[nota 7]
- 1986: Clínica psicoanalítica en niños y adolescentes.[nota 8]

### En colaboración
- 2011: capítulo «Los Derechos Humanos en la Argentina: una perspectiva desde el psicoanálisis», en el libro Los hijos de los desaparecidos, de Irene Prüfer Lesker;[nota 9]
- 2011: capítulo «Desde la psicopatología de la vida cotidiana a la psicopatologización de la vida cotidiana», en el libro Invención de enfermedades: medicalización de la vida contemporánea, de Gabriela Dueñas y León Benasayag;[nota 10]
- 2008: capítulo del libro ADDH Niños con déficit de atención e hiperactividad: ¿una patología de mercado?, de León Benasayag;[nota 11]
- 2007: capítulo «Las relaciones del dibujo y la palabra en el trabajo psicoanalítico», en el libro Arte terapia y simbolización, de Francisco Jesús Coll Espinosa;[nota 12]
- 2006: capítulo «Dietantes y anoréxicas: una delimitación necesaria», en el libro Adolescencias: trayectorias turbulentas. de M.ª Cristina Rother Hornstein;[nota 13]
- 1997: La problemática del síntoma;[nota 14]
- 1996: capítulo en el libro Filiación, identidad y restitución;[nota 15]
- 1987: capítulo «Los modos de representación característicos en la patología autista: un estudio psicoanalítico», en el libro Autismo infantil: lejos de los dogmas.[nota 16]

## Publicaciones en revistas y periódicos
- 2013: «As fronteiras da violência no espaço e no tempo», en Revista Científica de Psicoterapia da Infância e da Adolescência, Jornada Anual do CEAPIA, publicação CEAPIA: Porto Alegre;
- 2013: «Del paso de las formaciones autísticas a las psicóticas: un estudio a través del dibujo», en Revista Controversias, n.° 12, APdeBA;[nota 17]
- 2012: «Los niños desaparecidos víctimas de la dictadura militar: desde la Facultad de Psicología, un aporte a los derechos humanos», en Revista Generaciones, año 1, n.° 1, Facultad de Psicología, Universidad de Buenos Aires, EUDEBA;[nota 18]
- 2012: «El psicoanálisis abriendo fronteras», en revista virtual Lúdica, n.° 2, Guatemala;[nota 19]
- 2012: «Sitios de subjetivación: entre las políticas de exclusión y los movimientos de inclusión», en Revista Extensiones Clínicas en Psicología Educacional, Universidad Nacional de San Luis;
- 2012: «La familia, la escuela y el psicoanalista entre las políticas de exclusión y los movimientos de inclusión», en revista electrónica Intersecciones Psi, n.° 1, Facultad de Psicología, Universidad de Buenos Aires;
- 2012: «O futuro do presente», en revista Percurso, Instituto Sedes Sapientiae, San Pablo;
- 2012: «El psicoanálisis abierto al porvenir», en Revista de la Sociedad Brasileira de Psicoanálisis de Porto Alegre (SBPPA), vol. 14, n.° 1, editora Ester Malque Litvin, Ananda F. Ribeiro: Porto Alegre;
- 2012: Borradores de la Clínica: en total, diecinueve textos en «Información adicional» en la página web de la cátedra de la Clínica Psicológica y Psicoterapia de Niños y Adolescentes (Facultad de Psicología, UBA);[10]
- 2012: Bocetos en Psicopatología: en total, dieciséis textos en «Información adicional» en la página web de la cátedra de Psicopatología Infanto Juvenil (Facultad de Psicología, UBA);[11]
- 2011: «El nene sospechoso», en Página/12;[nota 20]
- 2011: «Impredecibles», en Página/12;[nota 21]
- 2011: «Histerias o tumores», en Página/12;[nota 22]
- 2011: «La banalidad del trauma», en Página/12;
- 2011: «La familia, la escuela y el psicoanalista entre las políticas de exclusión y los movimientos de inclusión», en revista electrónica Intersecciones Psi, n.° 1, Facultad de Psicología, Universidad de Buenos Aires;
- 2010: «Chico retrasado: diagnóstico diferencial», en Revista de la Escuela Psicoanalítica, Clave Psicoanalítica N.° 3, Madrid;
- 2008: «Juego y desarrollo», en revista virtual Psignos;
- 2008: «El trabajo psicoanalítico en patología grave», en revista psicoanalítica Dick; «Historias de recorridos en el psicoanálisis de niños».